# Els nens salvatges
Els nens salvatges és una pel·lícula catalana estrenada l'any 2012 i dirigida per Patricia Ferreira.
Fou nominada en la XXVII edició dels Premis Goya en les categories de millor actor revelació (Àlex Monner), actriu revelació (Cati Solivellas) i millor cançó original per Líneas Paralelas de Pablo Cervantes. En aquesta última nominació es va produir el moment més lamentable de la gala al nomenar per error com guanyador a Pablo Cervantes rectificant els presentadors posteriorment per donar el Goya a Sílvia Pérez Cruz pel seu tema No te puedo encontrar de la pel·lícula Blancaneu.

## Argument
L'Àlex, el Gabi i l'Oki són companys d'institut. Cadascun pertany a una classe social, però tenen en comú no sentir-se compresos pels seus pares. L'Àlex té habilitat per dibuixar grafitis. Una universitat d'Àmsterdam organitza un curs d'estiu per a aquesta especialitat i decideix treballar per guanyar diners i poder assistir, saltant-se les classes de l'institut. En Gabi està més preocupat de la seva participació en el campionat que de les seves notes. L'Oki va al gimnàs a classes de flamenc per voluntat de la seva mare, i a la sortida se sol ajuntar amb el Gabi, el qual es fa amic de l'Àlex arran de defensar entre tots dos d'un company en una baralla. Entre els tres neix una amistat que els portarà a conseqüències inesperades.

## Repartiment
- Marina Comas com a Oky.
- Àlex Monner com a Àlex.
- Albert Baró com a Gabi.
- Francesc Orella com a Àngel (pare de l'Oky).
- Clara Segura com a Laura (mare de l'Oky).
- José Luis García Pérez com a Luis (pare del Gabi).
- Montse Germán com a Elisa (mare del Gabi).
- Eduardo Velasco com a Antonio (pare de l'Àlex).
- Emma Vilarasau com a Judith (directora de l'institut).
- Aina Clotet com a Julia (orientadora de l'institut).
- Cati Solivellas com a Lola (professora tutora).
- Marc Rodríguez com a Vicenç "El bacteri" (professor).
- Lluís Villanueva com a Jesús (professor).
- Ana Fernández com a Rosa (mare Àlex).
- Marisol Membrillo com a Elisa (mare Gabi).
- Mercè Pons com a el Fiscal interrogador.
- Xavier Ripoll com a el Psicòleg interrogador.

## Palmarès cinematogràfic
V Premis Gaudí
| Categoria                             | Persona                          | Resultat  |
| ------------------------------------- | -------------------------------- | --------- |
| Millor pel·lícula en llengua catalana |                                  | Nominada  |
| Millor actor                          | Àlex Monner                      | Guanyador |
| Millor actriu                         | Marina Comas                     | Nominada  |
| Millor actor secundari                | Francesc Orella                  | Nominat   |
| Millor actriu secundària              | Clara Segura                     | Nominada  |
| Millor actriu secundària              | Aina Clotet                      | Nominada  |
| Millor guió                           | Patricia Ferreira Virginia Yagüe | Nominats  |
| Millor fotografia                     | Sergi Gallardo                   | Nominat   |

VI edició del Festival Internacional de Cinema en Català
| Categoria            | Persona | Resultat  |
| -------------------- | ------- | --------- |
| Millor llargmetratge |         | Guanyador |

XXVII edició dels Premis Goya
| Categoria               | Persona          | Resultat |
| ----------------------- | ---------------- | -------- |
| Millor actriu revelació | Cati Solivellas  | Nominada |
| Millor actor revelació  | Àlex Monner      | Nominat  |
| Millor cançó original   | Líneas paralelas | Nominada |

Festival de Màlaga
| Categoria                           | Persona                            | Resultat   |
| ----------------------------------- | ---------------------------------- | ---------- |
| Bisnaga d'Or a la millor pel·lícula |                                    | Guanyadora |
| Millor guió                         | Patricia Ferreira i Virginia Yagüe | Guanyadors |
| Millor actriu de secundària         | Aina Clotet                        | Guanyadora |
| Millor actor de secundari           | Àlex Monner                        | Guanyador  |